# Німа-Ричулуй
Німа-Ричулуй (рум. Nima Râciului) — село у повіті Муреш в Румунії. Входить до складу комуни Ричу.
Село розташоване на відстані 282 км на північний захід від Бухареста, 19 км на північний захід від Тиргу-Муреша, 64 км на схід від Клуж-Напоки, 147 км на північний захід від Брашова.

## Населення
За даними перепису населення 2002 року у селі проживали 214 осіб.
Національний склад населення села:
| Національність | Кількість осіб | Відсоток |
| -------------- | -------------- | -------- |
| румуни         | 207            | 96,7%    |
| угорці         | 7              | 3,3%     |

Рідною мовою назвали:
| Мова      | Кількість осіб | Відсоток |
| --------- | -------------- | -------- |
| румунська | 208            | 97,2%    |
| угорська  | 6              | 2,8%     |